# Chukwudi Iwuji
Chukwudi Iwuji (15 oktober 1975) is een Nigeriaanse-Engelse acteur, geboren in Nigeria. Toen hij tien jaar oud was gingen zijn ouders voor de Verenigde Naties werken. Zij verhuisden naar Ethiopië en zonden hem naar een kostschool in Engeland. Bij Yale University specialiseerde hij zich in economie, maar zijn interesse lag bij acteren en hij sloot zich aan bij de Yale School of Drama. Terwijl hij optrad in hun productie van  Murder in the Cathedral, een toneelstuk dat T.S. Eliot schreef in 1935 en gewijd is aan de moord op Thomas Becket, werd hem een beurs aangeboden om zich verder in acteren te bekwamen. Hij ging naar een opleiding tot acteur in Wisconsin. Hij keerde daarna terug naar het Verenigd Koninkrijk en werd aangenomen bij de Royal Shakespeare Company. Daarmee ging hij deel uitmaken van een toenemend aantal zwarte acteurs, waaronder David Oyelowo.  
Hij vertolkte de rol van Joshua Sembeke in het vierdelige hoorspel A Thousand Tiny Wings, dat 21 januari 2010 van start ging met onder meer de acteurs Sylvester McCoy als de dokter en Tracey Childs als Elizabeth Klein. Hij kreeg vooral naamsbekendheid door zijn rollen op televisie, zoals Dr. Eli Mays in Designated Survivor uit 2019, Colin Moore in When They See Us uit 2019, Zander in The Split van 2018 tot 2022 en Clemson Murn in de DC Extended Universe-televisieserie Peacemaker uit 2022. Verder werd hij bekend door rollen in films, bijvoorbeeld als Akoni in John Wick: Chapter 2 uit 2017 en The High Evolutionary in de Marvel Cinematic Universe-film Guardians of the Galaxy Vol. 3 uit 2023. 